# Raymond Dabb Yelland

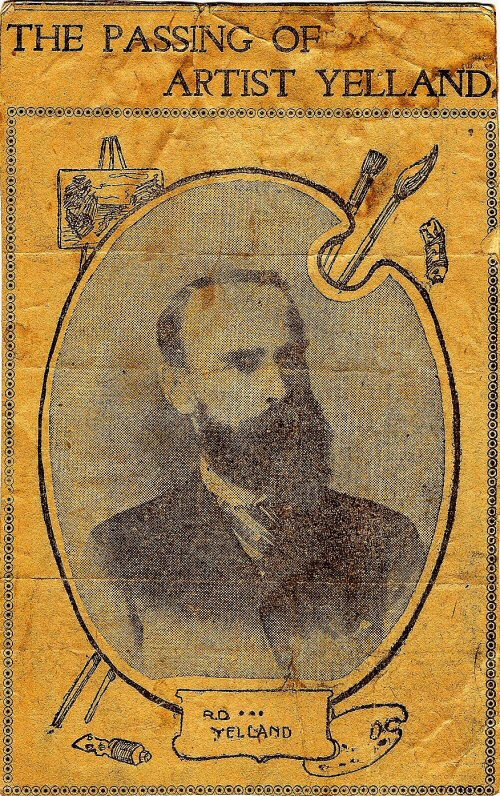
Raymond Dabb Yelland

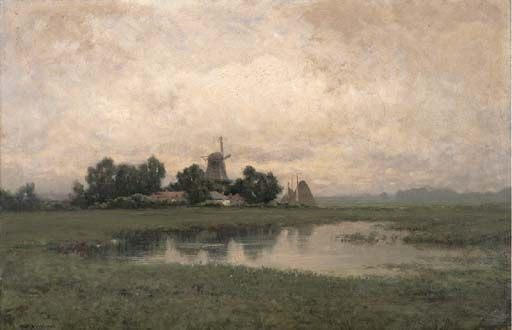
Raymond Dabb Yelland: Near Dordrecht, 1888.

Raymond Dabb Yelland (Londen, 2 februari 1848 - Oakland, 27 juli 1900) was een Amerikaans kunstschilder. Hij schilderde vooral landschappen in de stijl van de Hudson River School. In 1888 verbleef hij korte tijd in Nederland.

## Leven en werk
Yelland werd geboren in Londen en emigreerde op driejarige leeftijd met zijn familie naar New York. Hij studeerde er aan de National Academy of Design. Na in het federale leger te hebben gediend tijdens de Amerikaanse Burgeroorlog verhuisde hij in 1874 naar San Francisco, waar hij docent werd aan Mills College. Drie jaar later trok hij naar Parijs voor verdere studies. Na zijn terugkeer naar San Francisco werd hij directeur van de San Francisco School of Design en had veel invloed op jonge West-Amerikaanse kunstenaars uit die tijd.
Yelland schilderde vooral dramatische Amerikaanse landschappen en kustgezichten, vaak bij zonsondergang, in de stijl van de Hudson River School, later ook met invloeden vanuit het impressionisme. Hij bleef met name in de jaren 1880 ook regelmatig naar Europa reizen en exposeerde in 1886 bij de Parijse salon. In 1888 bezocht hij Nederland, waar hij onder andere schilderde in de omgeving van Dordrecht. Hij overleed in 1900 aan longontsteking, 52 jaar oud. Zijn werk is onder andere te zien in het Fine Arts Museums of San Francisco en het San Diego Museum of Art.

## Noot
1. ↑  Geboren Dabb, maar vanwege de negatieve connotatie later de naam van zijn moeder aangenomen, nl. Yelland.

- Library of Congress Control Number: n2019012085
- RKD-Nederlands Instituut voor Kunstgeschiedenis: 96805
- Union List of Artist Names: 500025863
- Virtual International Authority File: 95841204
- WorldCat: E39PBJrKPpDWDWgXHdHqVFDH4q